# 五木寛之
五木 寛之（いつき ひろゆき、1932年〈昭和7年〉9月30日 - ）は、日本の小説家・随筆家。福岡県出身。旧姓は松延（まつのぶ）。日本芸術院会員。
少年期に朝鮮半島から引揚げ、早稲田大学露文科中退。作詞家を経て『さらばモスクワ愚連隊』でデビュー。『蒼ざめた馬を見よ』で直木賞受賞。反体制的な主人公の放浪的な生き方（デラシネ）や現代に生きる青年のニヒリズムを描いて、若者を中心に幅広い層にブームを巻き起こした。その後も『青春の門』をはじめベストセラーを多数発表。1990年代以降は『大河の一滴』など仏教、特に浄土思想に関心を寄せた著作も多い。

## 経歴

### 生い立ち
1932年、教員の松延信蔵とカシエの長男として福岡県八女郡に生まれる。生後まもなく、日本統治時代の朝鮮に渡り、父の勤務に付いて全羅道、京城など朝鮮各地に移る。少年時代は、父から古典の素読や剣道、詩吟を教えられ、小説や物語を読むことを禁じられたが、友人から借りた山中峯太郎、南洋一郎、坪田譲治、佐々木邦、江戸川乱歩などを隠れて愛読した。第二次世界大戦終戦時は平壌にいたが、ソ連軍進駐の混乱の中で母は死去、父とともに幼い弟、妹を連れて38度線を越えて開城に脱出し、1947年に福岡県に引き揚げる。
引き揚げ後は父方の祖父のいる三潴郡、八女郡などを転々とし、行商などのアルバイトで生活を支えた。1948年に（旧制）福岡県立八女中学校に入学、ゴーゴリやチェーホフを読み出し、同人誌に参加してユーモア小説を掲載。福岡県立福島高等学校に入学してからはツルゲーネフ、ドストエフスキーなどを読み、テニス部と新聞部に入って創作小説や映画評論を掲載した。1952年に早稲田大学第一文学部露文科に入学。横田瑞穂に教えを受け、ゴーリキーなどを読み漁り、また音楽好きだった両親の影響で、ジャズと流行歌にも興味を持った。生活費にも苦労し、住み込みでの業界紙の配達など様々なアルバイトや売血をして暮らした。『凍河』『現代芸術』などの同人誌に参加し、また詩人の三木卓とも知り合う。1957年に学費未納で早稲田大学を抹籍された（後年、作家として成功後に未納学費を納め、抹籍から中途退学扱いとなる）。また、この頃に父を亡くす。

### 作家として
大学抹籍以降、創芸プロ社でラジオのニュース番組作りなどいくつかの仕事を経て、業界紙『交通ジャーナル』編集長を務めるかたわら、知人の音楽家加藤磐郎の紹介で三木トリローの主宰する三芸社でジングルのヴァース（CMソングの詞部分）の仕事を始める。CMの仕事が忙しくなって新聞の方は退社し、CM音楽の賞であるABC賞を何度か受賞。PR誌編集や、『家の光』『地上』誌などでのルポルタージュやコラムの執筆、テレビ工房に入り放送台本作家としてTBS『みんなで歌おう!』などのテレビやラジオ番組の構成を行う。また野母祐、小川健一と3人で「TVペンクラブ」を立ち上げ、NHKテレビ『歌謡寄席』制作、『うたのえほん』『いいものつくろ』構成などを手がける。大阪労音の依頼で創作ミュージカルを書き、クラウンレコード創立に際して専属作詞家として迎えられ、学校・教育セクションに所属し、童謡や主題歌など約80曲を作詞した。
1965年には、石川県選出の衆議院議員（のち金沢市長）岡良一の娘で、学生時代から交際していた岡玲子と結婚。岡家の親類で跡継ぎがなかった五木姓を名乗る。日本での仕事を片付けて、1965年にかねてから憧れの地であったソビエト連邦や北欧を妻とともに旅する。帰国後は精神科医をしていた妻の郷里金沢で、マスコミから距離を置いて暮らし、小説執筆に取りかかる。
1966年、『さらばモスクワ愚連隊』により第6回小説現代新人賞を受賞。引き続き第55回直木賞候補となった。同作は堀川弘通監督により映画化されるなど、五木の出世作となったが、後述のエッセイ『風に吹かれて』によると登場人物の少年（ミーシャ）はソ連の首都モスクワで出会ったジャズ好きの少年をモデルとしており、作中には「非行少年」を意味するロシア語の「スチリャーガ」という言葉も出てくる。映画化に際してはこうした描写を問題視した駐日ソ連大使館から「ソ連の否定的側面のみを拡大誇張して書かれた反ソ的作品」と強い圧力が加わり、現地ロケも認められなかった。そして五木自身も発表から20年以上、1988年までソ連を再訪することはできなかった。
1966年には馬淵玄三をモデルにした小説『艶歌』も発表。同作は舛田利雄監督により『わが命の唄 艶歌』として映画化されるなど、音楽ジャンル「演歌」の確立に大きくかかわる。
1967年、ソ連作家の小説出版を巡る陰謀劇『蒼ざめた馬を見よ』で第56回直木賞を受賞。同年『週刊読売』に連載されたエッセイ『風に吹かれて』は、刊行後から2001年までの単行本・文庫本の合計で460万部に達した。1967年には若いジャズ・トランペッターの冒険を描いた『青年は荒野をめざす』を『平凡パンチ』に連載し、同名の曲を自身の作詞でザ・フォーク・クルセダーズが歌ってヒットした。1969年には雑誌『週刊現代』で『青春の門』掲載を開始した。
1970年、神奈川県横浜市に移住。テレビ番組『遠くへ行きたい』で永六輔、野坂昭如、伊丹十三らと制作に加わった。

### 休筆以後
1972年から一度目の休筆に入る。休筆期間中の1973年、金沢市出身の文豪泉鏡花にちなんだ泉鏡花文学賞、泉鏡花記念金沢市民文学賞の設立に関わり、創設以来審査委員を務める。また1973年7月号から12月号まで『面白半分』編集長を務める。
1974年、執筆活動を再開。リチャード・バック『かもめのジョナサン』の翻訳を刊行、ベストセラーとなる。1975年、『日刊ゲンダイ』でエッセイ『流されゆく日々』の連載を開始した。このエッセイは、2023年時点も続く長寿連載となる（2008年に連載8000回の世界最長コラムとしてギネス世界記録に認定、2016年には連載10000回を達成）。この頃から頸肩腕症候群に悩まされるようになる。1976年、『青春の門・筑豊編』により、第10回吉川英治文学賞を受賞。
1980年、仕事を手伝っていた5歳下の弟を亡くした。その心の痛手から1981年からは再び執筆活動を3年間休止し、京都に移り住み龍谷大学の聴講生となり、仏教と仏教史を学ぶ。蓮如による講の組織になどに関心を持った。以後、蓮如については、講演、エッセイ、戯曲などで盛んに取り上げており、テレビ『NHK人間大学』で語った内容は『蓮如 聖俗具有の人間像』として刊行された。戯曲『蓮如 われ深き淵より』は蓮如五百回忌記念前進座公演で、嵐圭史主演で上演された。
1984年に山岳民の伝説を題材にした『風の王国』で、執筆活動を再開した。1985年に国鉄のキャンペーン「エキゾチックジャパン」をプロデュース。1987年にトルコ、1988年にソ連（ロシア）、東西ベルリン、1990年にポーランド、ソビエト連邦の崩壊後の1992年にロシア再訪など、世界各地を精力的に回る（『世界漂流』による）。ポーランドの民主革命の際には「ワレサはポーランドの蓮如である」と発言して物議をかもした。吉川英治文学賞、坪田譲治文学賞、小説すばる新人賞選考委員なども務め、特に直木賞選考委員は1978年から32年間にわたり務めた。1998年には『大河の一滴』がベストセラーとなり、2001年に同タイトルが映画化されるなど、五木を知らない世代にもその名を知らしめた。2002年、菊池寛賞を受賞。2003年から2年間、全国の100の仏教寺院を巡り『百寺巡礼』を執筆。2004年に仏教伝道文化賞、2009年にはNHK放送文化賞を受賞。2010年には『親鸞』上・下により、第64回毎日出版文化賞特別賞を受賞した。2022年、日本芸術院会員に選出される。

### 年譜
- 1932年 福岡県八女市にて誕生。
- 1948年 （旧制）福岡県立八女中学校入学。
- 1952年 福岡県立福島高等学校卒業、早稲田大学第一文学部入学。
- 1957年 早稲田大学第一文学部抹籍。
- 1965年 結婚。
- 1972年 休筆（1974年まで）。
- 1981年 休筆（1984年まで）。

### 賞歴
- 1966年：第6回小説現代新人賞（『さらばモスクワ愚連隊』）
- 1967年：第56回直木賞（『蒼ざめた馬を見よ』）
- 1970年 「鳩のいない村」（キングレコード）で日本作詩家協会賞作品賞[6]
- 1976年：第10回吉川英治文学賞（『青春の門・筑豊編』）
- 2002年：菊池寛賞
- 2004年：仏教伝道文化賞
- 2009年：NHK放送文化賞
- 2010年：第64回毎日出版文化賞特別賞（『親鸞』上・下）
- 2015年：第57回日本レコード大賞・功労賞[7]

### 選考委員
- 小説現代新人賞 1970 - 1984年
- 九州芸術祭文学賞 1971 - 2017年
- 太陽賞 1971 - 1986年
- パイオニア旅行記賞・日本旅行記賞 1972 - 1973年、1975年
- 泉鏡花文学賞 1973 -
- 木村伊兵衛写真賞 1975年
- 直木三十五賞 1978 - 2010年
- 江戸川乱歩賞 1980 - 1981、1991 - 1994年[8]
- 坪田譲治文学賞 1988 - 2017年
- 小説すばる新人賞 1988 -
- 吉川英治文学賞 1991 -
- 斎藤緑雨賞 1993 - 1996年
- 日本ミステリー文学大賞 1997 - 2000年

また『面白半分』編集長時代には「日本腰巻文学大賞」を創設している。

## 作品

### 小説
初期作品には、朝鮮から引き揚げて福岡、東京、金沢と移り住んだ経歴からくるデラシネの思想が滲む。ジャズをテーマにしたデビュー作『さらばモスクワ愚連隊』『GIブルース』そして長篇『海を見ていたジョニー』などや、演歌の世界を描いた『艶歌』など音楽を題材にしたもの、憧れの地であった北欧を舞台にした『霧のカレリヤ』などがある。これらは『小説現代』『オール読物』などの中間小説誌に発表されたが、五木自身は作品集『さらばモスクワ愚連隊』後記で「自分の作品を、いわゆる中間小説とも大衆文学とも思ってはいない。私は純文学に対応するエンターテインメント、つまり〈読物〉を書いたつもりである。」と述べている。『蒼ざめた馬を見よ』は1966年にアンドレイ・シニャフスキーとユーリ・ダニエルが作品を西側諸国で出版して逮捕された事件に着想を得て、「伝奇小説的なスケールの大きさ」「地理的なスケールをこえて、近来に類を見ない精神宇宙のサスペンス・ドラマ」「詩的で熱っぽく潔癖な文章」（今官一）、「人間の、人間に対する差別、人間に対する侮辱、残酷さ、（略）それを描こうとするあなたの文学を読んでいると、ものすごい未来を感じるんだ」（羽仁五郎）といった賞賛を得た。
初の週刊誌連載『青年は荒野をめざす』は、ゲーテ『ウィルヘルム・マイスターの遍歴時代』をモデルにしたジャズミュージシャンの海外遍歴小説で、連載開始時には「現代のインターナショナルなものと、ナショナルなものの衝突を試みよう」と語っており、また連載終了時に続編を書くつもりでいたが、ついに書かれることはなく、これはインターナショナルなものの核として捉えられていたジャズが、その後の音楽シーンの変化においてアメリカ合衆国の国粋音楽として国家と権力の保護下に置かれるようになったという五木の見解によるとも指摘されている。
金沢時代にスペイン内戦に関心を持ち、1967年から68年にかけて『週刊文春』に連載した『裸の町』から『スペインの墓標』『戒厳令の夜』へと続く、現代史を題材にとった系列がある。また1967年に『スポーツニッポン』に連載した『狼のブルース』はいわゆる事件屋を主人公とする社会派アクション小説で、物語終盤では政治権力に利用されたことを覚った主人公が「テロは敗北者の抵抗だ。だが――」と自問するなど、五木作品にしては珍しく暴力的なものへの志向をうかがわせる異色作。そのためか、本作は1970年まで書籍化が見送られた。一方、少年期から居住地を転々と変えたことから、非定住、放浪の生活への関心が強く、1968年に5月革命ただ中のフランス首都パリに旅行した時の体験を踏まえた『デラシネの旗』などがある。
こうした硬派な作品群の一方、1967年から68年にかけて地方紙7紙に連載した『恋歌』以後、恋愛小説も精力的に発表。1968年から76年まで足掛け8年に渡って『婦人画報』に連載した『朱鷺の墓』は日露戦争を題材にとったスケールの大きな恋愛小説。また『水中花』『夜明けのタンゴ』『冬のひまわり』『哀しみの女』はネオ・シティロマンと称された。こうした硬軟取り混ぜたアプローチについて、1度目の休筆後、最初の作品となる『凍河』のあとがきでは「革命だの学問だのが男子一生の仕事であるならば、男と女の惚れたはれたもまた人生の大事業だ。」と記している。
自伝的な作品も多く、『こがね虫たちの夜』（1969年）は学生時代の、同学の友人高杉晋吾、三木卓、川崎彰彦、野川洸らとの生活をモデルにしたもの。また代表作でもある『青春の門』は少年時代に住んだ筑豊を舞台に、独特の「キリクサン」と呼ばれるきびきびした気質を受け継いだ主人公の成長を追うビルドゥングスロマン的な作品で、第八部まで書き継がれる大作となった。
デラシネ（根無し草）を自認する五木ではあるが、金沢への思いはことのほか強いようで、金沢やその近郊を舞台にした作品には『浅の川暮色』（主計町が舞台）、『風花のひと』（尾山町が舞台）、『朱鷺の墓』（卯辰山や東山茶屋街が舞台）、『聖者が街へやってきた』（香林坊や中央公園が舞台）、『小立野刑務所裏』、『金沢望郷歌』などがあり、『内灘夫人』ではかつて学生時代に内灘闘争を経験した女性の生き方を描いている。『恋歌』でも内灘出身の女性が出てくる。
また金沢はかつて尾山御坊（金沢御堂）を拠点に戦われた加賀一向一揆の震源地でもあり、2度目の休筆中にその思想的指導者だった蓮如に興味を持ち、蓮如を主人公とする戯曲『蓮如 われ深き淵より』や小説『蓮如物語』を著した。さらに近年は浄土真宗の宗祖である親鸞の生涯を綴る大河小説『親鸞』3部作を著すなど、当初の現代的な作風からは様変わりした創作活動を繰り広げている。
- 『さらばモスクワ愚連隊』（作品集）講談社 1967年、のち角川文庫、新潮文庫
- 『蒼ざめた馬を見よ』（作品集）文藝春秋 1967年、のち文庫
- 『海を見ていたジョニー』（作品集）講談社 1967年、のち新潮文庫
- 『青年は荒野をめざす』文藝春秋 1967年（『平凡パンチ』1967年3月27日-10月30日号）、のち文庫
- 『幻の女』（作品集）文藝春秋 1968年、のち文庫
- 『裸の町』文藝春秋 1968年、のち文庫
- 『男だけの世界』中央公論社 1968年、のち角川文庫、中公文庫
- 『恋歌』講談社 1968年、のち文庫
- 『ソフィアの秋』（海外小説集）講談社 1969年、のち講談社文庫、新潮文庫
- 『内灘夫人』新潮社 1969年、のち新潮文庫
- 『朱鷺の墓』新潮社 1969-1978年、のち新潮文庫（1970年、NHK連続ドラマ。1973年、松竹現代劇）
  - 『朱鷺の墓 空笛の章』1969年
  - 『朱鷺の墓 風花の章』1970年
  - 『朱鷺の墓 愛怨の章』1972年
  - 『朱鷺の墓 流水の章』1978年
- 『デラシネの旗』文藝春秋 1969年、のち文春文庫
- 『ヒットラーの遺産』（作品集）光文社カッパ・ノベルス 1969年、のち講談社文庫
- 『涙の河をふり返れ』（作品集）文藝春秋 1970年、のち文春文庫
- 『狼のブルース』講談社 1970年（『スポーツニッポン』1967年3月1日-9月30日）、のち旺文社文庫、講談社文庫
- 『こがね虫たちの夜』（作品集）河出書房新社 1970年、のち角川文庫、講談社文庫、旺文社文庫
- 『青春の門』講談社、1970年-2016年、のち文庫、同新版
  - 筑豊篇 （1970年）
  - 自立篇 （1971年-1972年）
  - 放浪篇 （1973年-1974年）
  - 堕落篇 （1976年-1977年）
  - 望郷篇 （1979年）
  - 再起篇 （1980年）
  - 挑戦篇 （1993年）
  - 風雲篇 （2016年）
- 『樹氷』文藝春秋 1970年 のち文庫
- 『白夜物語』（北欧小説集）角川書店 1970年、のち文庫
- 『四月の海賊たち』（作品集）文藝春秋 1971年、のち文庫、旺文社文庫
- 『にっぽん三銃士』（上・下）新潮社 1971年、のち新潮文庫
- 『ユニコーンの旅』（作品集）文藝春秋 1971年、のち文春文庫
- 『わが憎しみのイカロス』文藝春秋 1972年、のち文春文庫
- 『鳩を撃つ』新潮社 1972年、のち新潮文庫
- 『変奏曲』新潮社 1973年、のち新潮文庫
- 『夜のドンキホーテ』河出書房新社 1973年、のち角川文庫
- 『にっぽん退屈党』文藝春秋 1973年、のち文庫
- 『白夜草紙』文藝春秋 1975年（『文藝春秋』1971年1-12月号）、のち文春文庫
- 『スペインの墓標』実業之日本社 1976年、のち文春文庫、『哀愁のパルティータ 南欧小説集』集英社文庫
- 『戒厳令の夜』新潮社 1976年、のち新潮文庫
- 『凍河』文藝春秋 1976年、のち文庫、集英社文庫。初出は朝日新聞の連載。
- 『海峡物語』講談社 1977年、のち文庫、双葉文庫
- 『遥かなるカミニト』角川書店 1977年、のち文庫
- 『燃える秋』角川書店 1978年、のち文庫、講談社文庫、集英社文庫
- 『日ノ影村の一族』文藝春秋 1978年、のち文庫
- 『浅の川暮色』文藝春秋 1978年、のち文庫
- 『風花のひと』講談社 1979年（『小説現代』1979年1-5月号）、のち文庫
- 『水中花』新潮社 1979年、のち文庫
- 『四季・奈津子』集英社 1979年（『MORE』1977年7月-1979年7月号）、のち文庫
  - 『四季・波留子』集英社 1987年、のち文庫
  - 『四季・布由子』集英社 1992年、のち文庫
  - 『四季・亜紀子』集英社 2000年、のち文庫
- 『男と女のあいだには』新潮社 1979年、のち文庫
- 『夜明けのタンゴ』新潮社 1980年、のち文庫
- 『さかしまに』文藝春秋 1981年、のち文庫
- 『鳥の歌』講談社 1982年（『読売新聞』1977年10月28日-1978年10月15日）、のち文庫、集英社文庫
- 『風の王国』新潮社 1985年、のち文庫
- 『冬のひまわり』新潮社 1985年、のち文庫
- 『ヤヌスの首』文藝春秋 1985年、のち文庫
- 『メルセデスの伝説』講談社 1985年、のち文庫
- 『旅の幻灯』（自伝小説）講談社 1986年、のち文庫
- 『哀しみの女』新潮社 1986年、のち文庫
- 『旅の終りに』サンケイ出版 1986年、のち講談社文庫、双葉文庫
- 『疾れ!逆ハンぐれん隊』part 1-13 講談社 1986年-1990年、のち文庫
- 『ガウディの夏』角川書店 1987年、のち文庫
- 『朱夏の女たち』文化出版局 1987年、のち新潮文庫
- 『大人の時間』新潮社 1987年、のち文庫
- 『フランチェスカの鐘』新潮社 1988年、のち文庫
- 『雨の日には車をみがいて』角川書店 1988年、のち文庫、集英社文庫
- 『奇妙な味の物語』集英社 1988年、のち文庫
- 『金沢望郷歌』文藝春秋 1989年、のち文庫
- 『野火子の冒険』角川書店 1990年、のち文庫
- 『ワルシャワの燕たち』集英社 1991年、のち文庫
- 『晴れた日には鏡をわすれて』角川書店 1992年、のち文庫
- 『レッスン』光文社 1992年、のち新潮文庫
- 『ステッセルのピアノ』文藝春秋 1993年、のち文庫
- 『蓮如物語』角川書店 1995年、のち文庫
- 『物語の森へ 全・中短篇ベストセレクション』東京書籍 1996年
- 『ハオハオ亭忘憂録』角川書店「ハオハオ!」文庫 1998年
- 『サイレント・ラブ』角川書店 2002年
- 『親鸞』（上・下）講談社 2010年、のち文庫
- 『親鸞 激動篇』（上・下）講談社 2012年、のち文庫
- 『怨歌の誕生』（短編集）双葉文庫 2013年[注釈 4]
- 『親鸞 完結篇』（上・下）講談社 2014年、のち文庫
- 『金沢あかり坂』（短編集）文春文庫 2015年

### 戯曲
- 『蓮如 われ深き淵より』中央公論社、1995年（『中央公論』1995年1-4月号）のち文庫
- 『旅の終りに』文藝春秋（平成梁塵秘抄劇シリーズ） 2002年、のち文庫

### 随筆・評論
1979年から80年にかけて、『GORO』誌上で対談+音楽会の「論楽会」を連載。第1回（渋谷）では岡本太郎、ソンコ・マージュらがゲスト、第2回（原宿）では平岡正明、山崎ハコ、藤真利子、第3回（早稲田）、第4回（帯広）、第5回（銀座）、第6回（福岡）で開催され、『五木寛之論楽会 歌いながら夜を往け』として書籍化された。
1999年に『家庭画報』で、塩野七生とのローマでの対談「異邦人対談」を1年間連載。好きな俳優として佐分利信、森雅之、久我美子、ルイ・ジューヴェ、フランソワーズ・アルヌールを挙げている（『おとな二人の午後』）。
- 『風に吹かれて』読売新聞社 1968年、のち角川文庫。のち新潮文庫、講談社文庫、潮文庫、旺文社文庫、集英社文庫。
- 『にっぽん漂流』文藝春秋 1970年、のち文春文庫
- 『五木寛之の本』KKベストセラーズ、1970年
- 『ゴキブリの歌』毎日新聞社、1971年。のち新潮文庫、講談社文庫、集英社文庫。
- 『地図のない旅』講談社、1972年。のち文庫、角川文庫、新潮文庫、集英社文庫。
- 『深夜の自画像』創樹社、1974年。のち文春文庫。
- 『視想への旅立ち』河出書房新社、1975年。のち文庫。
- 『異国の街角で』文藝春秋、1975年。のち集英社文庫。
- 『深夜草紙』全6巻、朝日新聞社、1976年～1981年。のち文春文庫。
- 『男が女をみつめるとき』主婦と生活社、1979年。のち集英社文庫、講談社文庫。
- 『重箱の隅』文藝春秋、1979年重箱（『夕刊フジ』1975年12月10日～1976年4月11日）、のち文庫。
- 『なにを飲みますか？ 女と男のスクランブル会話帖』主婦と生活社、1980年
- 『歌いながら夜を往け 五木寛之論楽会』小学館、1981年。のち集英社文庫。
- 『ポケットの中の記憶 エッセイ抄』主婦と生活社、1982年。のち集英社文庫。
- 『流されゆく日々』全10巻、PHP研究所、1983年～1985年。のち講談社文庫。
- 『忘れえぬ女性たち』集英社、1985年。
のち改題『ふりむかせる女たち』角川文庫、1995年。
- 『ふり向けばタンゴ』ネスコ、1987年。のち文春文庫。
- 『僕のみつけたもの』集英社、1988年。のち文庫。
- 『世界漂流』集英社、1992年。のち文庫。
- 『午後の自画像』角川書店、1992年。のち文庫。
- 『ちいさな物みつけた』集英社、1993年。のち文庫。
- 『日本幻論』新潮社、1993年（講演集）、のち文庫。
- 『ソフィアの歌』新潮社、1994年6月20日。のち新潮文庫、1997年7月1日。初出は『小説新潮』1992年5月号～7月号で、『ソフィアの歌 巡礼』のタイトルで短期集中連載された。こちらは大黒屋光太夫が持ち帰ったとされる「ソフィアの歌」がテーマで、短編小説『ソフィアの秋』(1969)とは全く別作品につき注意。
- 『生きるヒント』全5巻、文化出版局、1993年～1997年。のち角川文庫。
- 『風の旅人への手紙』旅行読売出版社、1993年。
のち改題『旅人よ！』角川文庫、1996年。
- 『蓮如 聖俗具有の人間像』岩波新書、1994年
- 『みみずくの散歩』幻冬舎、1994年。のち文庫。
- 『風の幻郷へ 全エッセイ・ベストセレクション』東京書籍、1994年
- 『みみずくの宙返り』幻冬舎、1994年。のち文庫。
- 『若き友よ。若い友人への28通の手紙』幻冬舎、1995年。
のち改題『友よ。』幻冬舎文庫、1998年。
- 『日記 十代から六十代までのメモリー』岩波新書、1995年
- 『青い鳥のゆくえ』朝日新聞社、1995年。のち角川文庫。
- 『デビューのころ』集英社、1995年。
のち改題『僕はこうして作家になった』幻冬舎文庫、2005年。
- 『こころ・と・からだ』集英社、1996年。のち文庫。
- 『他力 大乱世を生きる一〇〇のヒント』講談社、1998年。のち講談社文庫、幻冬舎文庫。
- 『夜明けを待ちながら』東京書籍 1998年。
のち改題『人生案内』角川文庫、2000年。のち原題に再改題、幻冬舎文庫。
- 『大河の一滴』幻冬舎、1998年。のち文庫、幻冬舎新書ゴールド。
- 『風の記憶』角川書店、1999年。のち文庫。
- 『人生の目的』幻冬舎、1999年。のち文庫。
- 『知の休日 退屈な時間をどう遊ぶか』集英社新書、1999年
- 『こころの天気図』講談社、2000年。のち文庫。
- 『よろこびノートかなしみノート』朝日出版社、2000年
- 『風の言葉 五木寛之ベストセレクション』東京書籍、2001年
- 『日本人のこころ』全6巻、講談社、2001年～2002年
- 『情の力 日本人のこころ抄』講談社、2002年
- 『愛に関する十二章』角川書店、2002年。
のち改題『愛について：人間に関する12章』角川文庫、2004年。
- 『運命の足音』幻冬舎、2002年。のち文庫。
- 『不安の力』集英社、2003年。のち文庫。
- 『百寺巡礼』全10巻、講談社、2003年～2005年。のち文庫。
- 『みみずくの夜メール』全2巻 朝日新聞社 2003年～2005年。のち幻冬舎文庫。
- 『生きる言葉 五木寛之のパワートーク』幻冬舎、 2003年
- 『百の旅千の旅』小学館、2004年
- 『旅のヒント』東京書籍、2004年
- 『元気 人はみな元気に生まれ元気の海へ還る』幻冬舎、2004年。のち文庫。
- 『養生の実技 つよいカラダでなく』角川oneテーマ21、2004年
- 『みみずくの日々好日』幻冬舎、2004年
- 『五木寛之こころの新書』全11巻、講談社
- 『天命』東京書籍、2005年。のち幻冬舎文庫。
- 『同行二人帖 五木寛之の百寺巡礼』講談社、2006年
- 『新・風に吹かれて』講談社、2006年
- 『21世紀仏教への旅』
  - インド編 講談社、2006年
  - 朝鮮半島編 講談社、2007年
  - 中国編 講談社、2007年
  - ブータン編 講談社、2007年
  - 日本・アメリカ編 講談社、2007年
- 『林住期』幻冬舎、2007年。のち文庫。
- 『わが人生の歌がたり 昭和の哀歓』角川書店、2007年。のち文庫。
  - 『わが人生の歌がたり 昭和の青春』角川書店、2008年。のち文庫。
- 『人間の関係』ポプラ社、2007年。のち文庫。
- 『僕が出会った作家と作品 五木寛之選評集』東京書籍、2010年
- 『悲しみの効用』祥伝社、2011年
- 『下山の思想』幻冬舎新書、2011年
- 『海外版 百寺巡礼』（全6巻）講談社、2011年
- 『新老人の思想』幻冬舎新書、2013年
- 『隠された日本　中国・関東　サンカの民と被差別の世界』筑摩書房〈ちくま文庫〉、2014年
- 『孤独の力』東京書籍、2014年
- 『杖ことば ことわざ力を磨くと逆境に強くなる』学研パブリッシング、2014年
- 『五木寛之の金沢さんぽ』講談社、2015年
- 『養生のヒント』中経出版、2015年
- 『余命 これからの時間をいかに豊かに生きるか』祥伝社、2015年
- 『歌の旅びと』（上・下）潮出版社、2015年
- 『嫌老社会を超えて』中央公論新社、2015年
- 『自分という奇蹟』PHP研究所〈PHP文庫〉、2015年
- 『ただ生きていく、それだけで素晴らしい』PHP研究所、2016年
- 『はじめての親鸞』新潮社〈新潮新書〉、2016年
- 『無意味な人生など、ひとつもない』PHP研究所、2017年
- 『孤独のすすめ　人生後半の生き方』中央公論新社〈中公新書ラクレ〉、2017年
- 『五木寛之とめぐる 金沢の四季ぬりえ』ワニブックス、2017年
- 『五木寛之の百寺巡礼ぬりえ 京都 1』集英社、2017年
- 『五木寛之の百寺巡礼ぬりえ 京都 2』集英社、2017年
- 『百歳人生を生きるヒント』日本経済新聞出版社〈日経プレミアシリーズ〉、2017年
- 『健康という病』幻冬舎〈幻冬舎新書〉、2017年
- 『マサカの時代』新潮社〈新潮新書〉、2018年
- 『人生百年時代の「こころ」と「体」の整え方』PHP研究所、2018年
- 『七〇歳年下の君たちへ: こころが挫けそうになった日に』新潮社、2018年
- 『私の親鸞 - 孤独に寄りそうひと』新潮社〈新潮選書〉、2021年
- 『一期一会の人びと』中央公論新社、2022年
- 『背進の思想』新潮社〈新潮新書〉、2022年
- 『新・地図のない旅』Ⅰ・Ⅱ・Ⅲ 平凡社、2023年

### 共著・対談
- 『真夜中対談』文藝春秋、1971年。
のち改題『午前零時の男と女 五木寛之対話集 2』角川文庫、1974年。
- 『白夜の季節の思想と行動』（対談集）冬樹社、1971年。のち角川文庫。
- 『対論 野坂昭如×五木寛之』講談社 1971年、のち文庫
- 『現代への視角』（松田道雄・久野収） 三一新書、1972年
- 『わが心のスペイン』（久野収・斉藤孝） 晶文社、1972年。のち角川文庫。
- 『五木寛之討論集 箱舟の去ったあと』（羽仁五郎、小田実、久野収他） 講談社、1973年
- 『帰りなんいざ…』（紀行対談 1）（松永伍一） 講談社、1975年
- 『故郷まとめて…』（紀行対談 2）（松永伍一） 講談社、1977年。
のち改題『日本幻想紀行』講談社文庫、1979年。
- 『五木寛之雑学対談』 講談社、1975年
- 『青空ふたり旅』（井上陽水） ペップ出版、1976年。のち角川文庫。
- 『哲学に何ができるか 現代哲学講義』（廣松渉） 朝日出版社〈Lecture books〉、1978年。のち中公文庫。
- 『回廊での立ち話し 対談集』（山本容朗編） 実業之日本社、1979年。のち角川文庫。
- 『コンピュータ・ウォーズ コンピュータ文化講義』（西尾出） 朝日出版社〈Lecture books〉、1979年
- 『紅茶に一滴のジンを アートをめぐる同時代表現者との対話集』 集英社、1980年。のち文庫。
- 『五木寛之風の対話集』 ブロンズ新社、1986年
- 『遊談倶楽部』 集英社、1988年
- 『風のホーキにまたがって 往復書簡集』（駒尺喜美） 読売新聞社、1991年。のち改題『女の本音 男の本音』集英社文庫、1994年。
- 『よみがえるロシア　ロシア・ルネッサンスは可能か？』文藝春秋、1992年7月。のち文庫。9名（うち3名はロシア語話者）との対談9篇を収録。ソ連解体前後の激動のロシアに新たな文化再生を予感した五木の熱い思いが表れている。(山内昌之、チョールヌィ・サーシャ(ジプシーの血を引く音楽家)、三浦雅士、ブラート・オクジャワ、中村喜和、吉岡忍、ルイビン・ヴィクトール(日本語学者)、工藤精一郎、木村浩)。ロシア語翻訳は山下健二。
- 『生と死を考える 五木寛之対話集』（梅原猛、福永光司、美空ひばり、荒木経惟、山際素男、田中優子、中沢新一、緒形拳、坂本龍一、江上波夫、多田富雄・中島みち）潮出版社、1995年（改題『命甦る日に 生と死を考える』角川文庫、1998年）
- 『正統的異端 五木寛之対話集』深夜叢書社、1996年
- 『風のように炎のように』（瀬戸内寂聴・加藤唐九郎） 風媒社、1997年
- 『混沌からの出発 道教に学ぶ人間学』（福永光司） 致知出版社、1997年。のち中公文庫。
- 『おとな二人の午後』（塩野七生） 世界文化社、2000年。のち角川文庫。
- 『漂泊者のノート 思うことと生きること』（齋藤愼爾） 法研、2002年
- 『辺界の輝き 日本文化の深層をゆく』（沖浦和光） 岩波書店、2002年
- 『長い旅の始まり』（都はるみ） 東京書籍、2003年
- 『気の発見』（望月勇対話） 平凡社 2004年。のち幻冬舎文庫。のち角川文庫。のち学研M文庫。のち徳間文庫カレッジ。
- 『神の発見』（森一弘対話） 平凡社、2005年。のち角川文庫。のち学研M文庫。
- 稲盛和夫との共著『何のために生きるのか』致知出版社、2005年
- 鎌田東二との共著『霊の発見』平凡社、2006年。のち角川文庫、2010年。のち学研M文庫、2013年。のち徳間文庫カレッジ、2016年。
- 帯津良一との共著『健康問答 本当のところはどうなのか？本音で語る現代の「養生訓」1』平凡社、2007年4月
  - 帯津良一との共著『健康問答 本当のところはどうなのか？本音で語る現代の「養生訓」2』平凡社、2007年12月
- 大塚初重との共著『弱き者の生き方：日本人再生の希望を掘る』毎日新聞社、2007年
- 大谷光真との共著『西本願寺 新版 古寺巡礼京都』淡交社、2008年
- 香山リカとの共著『鬱の力』幻冬舎新書、2008年
- 玄侑宗久との共著『息の発見』平凡社、2008年。のち角川文庫、2010年。のち学研M文庫、2013年。のち徳間文庫カレッジ、2016年。
- 立松和平との共著『親鸞と道元』祥伝社、2010年
- 梅原猛との共著『仏の発見』平凡社、2011年。のち学研M文庫、2012年。のち徳間文庫カレッジ、2016年。
- 佐藤優との共著『異端の人間学』幻冬舎新書、2015年
- 『70歳！ 人と社会の老いの作法』（釈徹宗対話）文春新書、2016年
- 本田哲郎との共著『聖書と歎異抄』東京書籍、2017年
- 田原総一朗との共著『われらマスコミ渡世人 こうして戦後を生きてきた』祥伝社新書、2017年
- 『五木寛之傑作対談集 Ⅰ・Ⅱ』平凡社、2024-2025年

### 翻訳
- リチャード・バック『かもめのジョナサン』新潮社、1974年。のち新潮文庫、1977年、改版。
  - 『かもめのジョナサン 完成版』新潮社、2014年6月／新潮文庫、2015年6月。1974年初刊版には無かった最終章が追加。
- クライブ・W・ニコル『りんごの花さく湖』偕成社、1980年
- ブルック・ニューマン『リトルターン』集英社、2001年。のち集英社文庫、2006年。
- ブルック・ニューマン『ロストターン』集英社、2005年
- 『私訳 歎異抄』東京書籍、2007年。のちPHP文庫、2014年

### 外国語訳
- Tariki: Embracing Despair, Discovering Peace translated by Joseph Robert, Kodansha Ltd, 2001※2002年、Foreword Reviewsが選定するForeword INDIES Book of the Year AwardsのSpirituality/Inspirational books部門で銅賞を受賞。
- Rennjo přeložila Věra Dudmanová, Baobab, 2008※『蓮如物語』のチェコ語訳。
- The Kingdom of the Wind translated by Meredith McKinney, Thames River Press, 2014※『風の王国』の英訳。
- Königreich des Windes aus dem Japanischen von Isolde Kiefer-Ikeda, Angkor Verlag, 2015※『風の王国』のドイツ語訳。

### 作品集
- 『現代長編文学全集（第53）五木寛之』講談社、1969年
- 『五木寛之作品集』全24巻、文藝春秋、1972年～1974年
- 『五木寛之小説全集』全35巻、講談社、1979年～1981年
- 『五木寛之エッセイ全集』全12巻、講談社、1979年～1980年
- 『五木寛之クラシック小説集』全5巻（CD book）小学館、1996年
- 『五木寛之全紀行』全6巻、東京書籍、2002年～2003年
- 『平凡パンチ 五木寛之 時代を駆け抜ける作家』マガジンハウス、2015年

「真夜中のコーヒーブレイク」（『平凡パンチ』1976年）、フランシス・コッポラとの対談などを収録）
- 『五木寛之コレクション』東京書籍、2022年〜

## 音楽作品
作家デビュー前には「のぶひろし」のペンネームで、酒造会社など多くのCMソングを作詞し、「日本盛はよいお酒」の歌詞は長く使われた。ただ、企業CMの場合、プロデューサーらが歌詞を変更してしまうなどの著作権を無視した行為が横行していたため、作詞をやめたと五木は述懐している。
石油会社の野球部応援歌、「国産品愛用の歌」などもある。五木寛之の名では「青年は荒野をめざす」(ザ・フォーク・クルセダーズ)、「愛の水中花」（松坂慶子）などの有名曲作詞を手がけている。ファド歌手、月田秀子の曲の作詞を引き受けたこともある。クラウンレコード時代の作品「そんな朝でした」（高石かつ枝歌）は「ねむの木の子守歌」のB面として発売されてよい売り上げとなった。立原岬のペンネームで「旅の終りに」（冠二郎）等も作詞した。
数は少ないが作曲も行った作品があり、名義は「作詞・五木寛之、作曲・立原岬」としている。

### 作詞
- 星をさがそう（作曲：越部信義／歌：北原謙二、1963年、TBS「みんなで歌おう!」発表）
- 教えておくれ（作曲：高井達雄／歌：安田章子、1963年、ラジオ関東「メロディー・ニッポン」発表）
- 愛人（作曲：山口進／歌：永井江利子、1964年）
- てんてこママさん（作曲：越部信義／歌：高石かつ枝、山内久、佐藤三保子、石田守、1964年）
- オリーブの故郷（作曲：越部信義／歌：山内久、1964年）
- なかよし誕生日（作曲：たけだのりを／歌：ザ・マーガレット、1964年）
- 星かげの浜辺で（作曲：たけだのりを／歌：後藤久美子、1964年）
- 海底大戦争（作曲：藤井次郎／歌：服部俊博、1964年）
- 弾丸列車（作曲：岩河三郎／歌：若山彰、1964年）
- 海を見ていたジョニー（作曲：叶弦大／歌：渡哲也、1967年）
- 青年は荒野をめざす（作曲：加藤和彦／歌：ザ・フォーク・クルセダーズ、1968年）
- 野火子（作曲：いずみたく／歌：大木康子、1968年）
- 艶歌（作曲：安藤実親／歌：水前寺清子、1968年）
- 鳩のいない村（作曲：木下忠司／歌：藤野ひろ子、1969年）
- 愛しあう二人には（作曲：木下忠司／歌：ジャングラーズ、1969年）
- 涙の河（作曲：渡辺岳夫／歌：茜ゆき、1971年）
- 凍った河（作曲・編曲：都倉俊一／歌：しばたはつみ　1976年 ）　五木の同名小説が原作のNHK銀河テレビ小説『凍河』(放映1976年2月16日-3月5日)の主題歌。原作小説のラストシーンに歌詞が登場する。
- 二人の海峡（作曲：内山田洋／歌：内山田洋とクールファイブ、1977年）
- 旅の終りに（作曲：菊池俊輔／歌：冠二郎、1977年）
- 燃える秋（作曲：武満徹／歌：ハイ・ファイ・セット、1978年）
- 二丁目の子守唄（歌：ミルバ、1979年）
- 白夜わが愛（作曲：寺田瀧雄／歌：鳳蘭、1979年）
- 風花のひと（作曲：ソンコ・マージュ／歌：原涼子、1979年）
- おれはしみじみ馬鹿だった（作曲：菊池俊輔／歌：小島武夫、1979年）
- 愛の水中花（作曲：小松原まさし／歌：松坂慶子、1979年）
- 夜明けのタンゴ（作曲：小松原まさし／歌：松坂慶子、1980年）
- インディアン・サマー（作曲：いまなりあきよし／歌：いまなりあきよし、1980年）
- 四季・奈津子（作曲：笠井幹男／歌：チェリッシュ、1980年）
- ひとり暮しのワルツ（イタリア民謡／歌：石黒ケイ、1980年）
- 哀しみのフローレンス（作曲：ジョー山中／歌：夕樹れい、1980年）
- あなたに逢いたい（作曲：弦哲也／歌：八代亜紀、1981年）
- 別れよう（作曲：浜圭介／歌：本田博太郎、1981年）
- 織江の唄（作曲：山崎ハコ／歌：山崎ハコ、1981年）
- INDIAN SUMMER（作曲：いまなりあきよし／歌：麻倉未稀、1982年）‐いまなりあきよしのカバー曲。
- 風の旅人（作曲：海つばめ／歌：浜田良美、鈴鹿8耐大会10周年メモリアルソング、1987年）
- 鳳仙情歌（作曲：小林亜星／歌：内藤やす子、1988年）
- 汽車は八時に出る（作曲：ミキス・テオドラキス／歌：月田秀子、五木版歌詞初演1991年[17][注釈 5]）
- ワルシャワの恋人（作曲：ワシーリー・アガープキン[18]／五木版歌詞初演1991年[注釈 5]）
- ビリニュスを遠くはなれて（ソ連歌曲／五木版歌詞初演1991年[21][注釈 5]）
- 風が吹いてきたら（作曲：三木たかし／歌：渡辺えり子、1999年）
- ア・ドロップ・オブ・ウォーター（作曲：加古隆／歌：鈴木重子、2001年）
- 内灘愁歌（作曲：佐原一哉／歌：尾崎紀世彦、2001年）
- 内灘哀歌（作曲：阿部俊一／歌：田川寿美、2001年）
- 女人高野（作曲：幸耕平／歌：田川寿美、2002年）
- 浅野川恋唄（作曲：山崎ハコ／歌：田川寿美、2002年）
- 哀しみのワルツ（作曲：A.Barrios／歌：かいやま由起、2002年）
- 鳥の歌（カタロニア民謡／歌：岩崎宏美、2002年）
- この世に人と生まれたからは（作曲：佐原一哉／歌：森進一、2003年）
- 雑草の泪（作曲：幸耕平／歌：田川寿美、2003年）
- 夜間飛行（作曲：都志見隆／歌：前川清、2003年）
- 星の旅びと（作曲：幸耕平／歌：石川さゆり、2004年）
- ふるさとの丘（作曲：塩入俊哉／歌：金城広子、2004年）
- ふりむけば日本海（作曲：五木ひろし／歌：五木ひろし、2005年）
- だけどYOKOHAMA（作曲：五木ひろし／歌：五木ひろし、2005年）
- もし翼があったなら（作曲：羽毛田丈史／歌：桑名正博、2005年）
- 金沢望郷歌（作曲：弦哲也／歌：松原健之、2005年）
- 夜のララバイ（作曲：弦哲也／歌：藤田まこと、2006年）
- 思い出の街（作曲：加藤敏治／歌：松原健之、2006年）
- あの町へ帰りたい（作曲：弦哲也／歌：松原健之、2007年）
- 冬の旅（作曲：小六禮次郎／歌：倍賞千恵子、2007年）
- 冬のひまわり（作曲：弦哲也／歌：松原健之、2008年）
- 愛のうた（作曲：池高志／歌：松原健之、2008年）
- 青春譜（作曲：信長貴富／第75回NHK全国学校音楽コンクール高等学校の部課題曲、2008年）
- 夜明けのメロディー（作曲：弦哲也／歌：ペギー葉山、NHK・ラジオ深夜便の歌、2010年）
- 歌の旅びと（作曲：松坂文宏／歌：松原健之、2011年）
- グッバイ・ラヴ・ソング（作曲：中村中／歌：中村中、2013年）
- 薄墨の桜（作曲：中村中／歌：冴木彩乃、2013年）
- 島に吹く風〜二見情歌〜（作曲：佐原一哉／歌：うないぐみ、2015年）
- 雪明かりの駅（作曲：藤澤ノリマサ／歌：松原健之、2015年）
- きのう きょう あす（作曲：新井満／歌：新井満、2015年）
- 望春譜（作曲：新井満／歌：杉田二郎、2016年）
- ワイパーはまだ直さない（作曲：小田純平／歌：小田純平、2016年）
- いま北国（作曲：野辺山翔／歌：伊藤多喜雄、2016年）
- Keep On!（作曲：谷村新司／歌：谷村新司、2017年）
- こころの旅（作曲：樋口了一／歌：Baby Boo with ボニー・ジャックス、2019年）
- 土曜日の夜の九時（作曲：石黒ケイ／歌：石黒ケイ、2019年）

### 作詞・作曲
- 望郷物語（歌：冠二郎、1978年）
- ソフィアの子守唄（1991年)[21][注釈 6]
- 東京タワー（歌：ミッツ・マングローブ、2018年）

## メディア出演

### テレビ
- NHK特集（NHK総合）
  - NHK特集 エルミタージュ 華麗なる美の殿堂 - NHK名作選(動画・静止画) NHKアーカイブス(1988年）
- 教育テレビスペシャル「五木寛之のわが心のロシア」(NHK教育) 　(1)(2)共に各45分。
  - (1)『ペテルブルグ悲歌 ～詩人アフマートワの生涯』(1992年4月9日)　革命後「人民に無縁な頽廃的詩人」の烙印を押され沈黙を強いられた女流詩人アフマートワ(1889-1966)の生涯を辿る。ペテルブルクロケ。
  - (2)『モスクワは忘れない ～吟遊詩人・ヴィソツキーの歌』(1992年4月16日)　その強烈な体制批判ゆえに、生前ソ連国内ではレコードを出せなかったシンガーソングライターのヴィソツキー(1938-1980)。それでも彼の評判は口コミで全ソに広まって行った。モスクワロケ。
- 五木寛之スペシャル『歌は国境を越えて』(日本テレビ、1992年5月4日)

『ノート:ロイヤルナイツ#新旧「ソフィアの歌」』も参照
大黒屋光太夫が日本に持ち帰ったとされる通称「ソフィアの歌」（『北槎聞略』に歌詞のみ記録）を辿る旅だが、五木が触発されて作詞作曲した『ソフィアの子守唄』のロシア語版も番組中で披露されている。ペテルブルクロケ。ロイヤルナイツの山下健二が同行・共演。全90分(CM含む)。第30回(1992年度)ギャラクシー賞奨励賞受賞。
- 五木寛之の百寺巡礼（テレビ朝日、2003年）
- 新金沢小景（テレビ金沢、2003年 - ）
- 第54回NHK紅白歌合戦（NHK総合・ラジオ第1、2003年12月31日） - 審査員
- 21世紀 仏教への旅（NHK BShi、2007年）
- 五木寛之「風のCafe（BSフジ、2013年10月 - 2016年9月）
- 五木寛之の百寺巡礼（BS朝日、2016年10月13日 - ）
- 世界一受けたい授業（日本テレビ、2020年5月9日）- 『大河の一滴』とコロナウィルス。

### ラジオ
- ラジオ深夜便（NHKラジオ第1・FM）
  - 「わが人生の歌語り」 2005年-2010年の計5年間に渡り、原則最終土曜深夜に放送した。聞き手は須磨佳津江。第60回目=2010年3月27日深夜放送で完結し、その回はNHKホールでの「深夜便20周年の集い」と題した公開録音で、田川寿美、ペギー葉山、秋満義孝らをゲストに迎えて、盛大に行われた。
  - 「歌の旅びと」 2011年度-2014年度「わが人生の歌がたり」終了後、続編を要望する声が殺到したため、今度は旅情をテーマにしたトークを須磨佳津江と展開した
  - 「聴き語り・昭和の名曲」 2015年度-現在　「人生の歌語り」「歌の旅びと」に続く深夜便における五木の歌シリーズ第3弾。昭和を代表する名曲と、それにまつわる時代背景、五木がその曲について感じたことなどを自由に語るもので、アシスタントは村上里和。
- 五木寛之の夜（TBSラジオ、1979年10月 - 2004年9月）
- 五木寛之の世界（文化放送）
- FM25時 五木寛之の世界→夜のペントハウス（エフエム東京）

## 人物
- 小説のほか、作詞、創作ミュージカル、放送番組の構成など、マルチな分野で大量の仕事をこなす「多作な天才肌」というパブリックイメージを当人としても自覚していたところがあるようで、早いうちから作っていた「年譜」には「何文字書いたか」が記録として添えられている。

- 1970年に『毎日新聞』に連載したエッセイ「ゴキブリの歌」でメロンパン好きなことを書いたところ反響を呼び、講演会や自宅にファンからメロンパンが多量に贈られる経験をした。これを当人は「メロンパン筆福事件」と呼んでいる。

- 女優黒木瞳は、五木と同郷ということで、芸名の名付け親になった。また、歌手五木ひろしの芸名は、当時人気作家であった五木寛之からとって、プロデューサーの山口洋子が名づけたものである。他にも五木が名付け親になった例は多く、「金沢望郷歌」の松原健之を五木ひろしに紹介し、デビューのきっかけを作ったのも五木で、芸名も五木寛之の「之」の字を貰っている。また、女優裕木奈江の芸名も五木の命名であることが知られている。さらには見城徹が社長を務める出版社である幻冬舎の名付け親だとされる。

- 好きな女優は、マリー・ラフォレ、ミシュリーヌ・プレール（『重箱の隅』より）。

- ソンコ・マージュを推奨している。

- 『かもめのジョナサン』1974年版を翻訳しながら、内容に違和感を覚えたことを、あとがき「ひとつの謎として －『かもめのジョナサン』をめぐる感想－」の中で五木は正直に告白している。この「違和感」は、『サンデー毎日』1974年7月21日号でも取り上げられたが[23]、五木に批判的な読者の意見も載せるなど、五木のスタンスは当時は必ずしも全面的に支持されていたわけではない。が、後年、一連のオウム真理教事件ののち1995年に暗殺された村井秀夫幹部が、生前「『かもめのジョナサン』を読んで出家を決意した」と語っていたことから、五木の「違和感」も共に再注目されることになった。

その後、2014年の『かもめのジョナサン 完成版』（1974年版には無かった最終章が付く）の翻訳も五木が手がけたが、1974年版で覚えた「違和感」は全く解決していない、と五木は森本あんりとの対談で語っている。
- 楽曲のゴーストライター事件を起こした佐村河内守を売り出すキーマン的な役割を果たしたとされる[25]。2007年の正月に5夜連続でNHKのBS2で放送された『五木寛之 21世紀・仏教への旅』では、五木の要望で番組の音楽制作は佐村河内（実際はゴーストライター）が担当した[25]。同番組は度々再放送されたが、事件発覚後はNHKの番組ウェブページから削除され、オンデマンド放送でも視聴できなくなった[26]。

- 自他共に認めるカーマニアで、一時は自分でレーシングチームを作るほどのめり込んだ。西武自動車販売の広告（サーブ・900）の顔を務めた時期もある、しかし新幹線の通過駅の駅名表示が読めなくなったことを契機に[27]、65歳で[28]運転から引退した。

- 半世紀以上も夜型人間だったが、2020年には、一連の新型コロナ対策キャンペーン下の生活により、自然に昼型人間になった[29]。

- 原稿は手書きで、パソコンは使わず（2021年7月時点）、携帯電話は自宅に置いて外出する[30]。

- 2022年1月に刊行した『捨てない生き方』（マガジンハウス）や同年4月の『毎日新聞』インタビュー[31]で、「断捨離」ブームに対して、自分は「モノを捨てることはめったにしない」と語っている。自身の性格が「へそまがり」ということに加えて、修理しながら半世紀身に着けているズボンやジャケットなど様々な物に思い出や他人との付き合いの記憶が宿っている「依代」であること、さらに大量生産・大量消費・大量廃棄から「再生」への経済潮流の変化、さらに自身の引き揚げ体験や難民のように「捨てられた」人々の悲劇を見てきたこと、鎮護国家から庶民個人を「捨てない」思想へ転換した鎌倉仏教への思いなどを含めて「捨てる」「捨てない」を考えているという。

## 原作映画
- 『さらばモスクワ愚連隊』東宝 1968年 監督：堀川弘通、主演：加山雄三、伊藤孝雄、黒沢年男、神山繁、野際陽子、ピーター
- 『ヘアピン・サーカス』東宝 1972年 監督：西村潔、主演：見崎清志、戸部夕子、江夏夕子、睦五郎、笠井紀美子、田坂都（短編集『四月の海賊たち』より）
- 『にっぽん三銃士 おさらば東京の巻』東宝 1972年、監督：岡本喜八、主演：小林桂樹、ミッキー安川、岡田裕介、加賀まり子、岸田森
- 『にっぽん三銃士 博多帯しめ一本どっこの巻』東宝 1973年、監督：岡本喜八、主演：小林桂樹、ミッキー安川、岡田裕介、市川翠扇、田中邦衛、堺左千夫、小沢昭一（ナレーション）
- 『青春の門』東宝 1975年、監督：浦山桐郎、主演：田中健、大竹しのぶ、仲代達矢、吉永小百合、小林旭、高橋惠子（筑豊篇）
- 『凍河』松竹 1976年、監督：斎藤耕一、主演：中村雅俊、五十嵐淳子
- 『変奏曲』中平プロ・ATG 1976年、監督：中平康、主演：麻生れい子、松橋登
- 『青春の門 自立編』東宝 1977年、監督：浦山桐郎、主演：田中健、大竹しのぶ、いしだあゆみ、高橋悦史、高瀬春奈、梅宮辰夫
- 『ダブル・クラッチ』松竹、バーニング・プロ 1978年、監督：山根成之、主演：松坂慶子、森下愛子、郷ひろみ、地井武男、蜷川幸雄（短編集『ユニコーンの旅』より）
- 『水中花』（TVドラマ）TBS 1979年、演出：山本和夫、主演：松坂慶子
- 『戒厳令の夜』東宝 1980年、監督：山下耕作、主演：樋口可南子、伊藤孝雄
- 『燃える秋』東宝 1980年、監督：小林正樹、主演：真野響子
- 『四季・奈津子』東映 1980年、監督：東陽一、主演：烏丸せつこ
- 『青春の門』東映 1981年、監督：蔵原惟繕、深作欣二、主演：佐藤浩市、杉田かおる
- 『青春の門 自立編』東映 1982年、監督：蔵原惟繕、主演：佐藤浩市、杉田かおる
- 『青年は荒野をめざす’99』東宝 1999年、監督：加藤義人、主演：安藤政信、葉月里緒菜
- 『大河の一滴』東宝 2001年、監督：神山征二郎、主演：安田成美、渡部篤郎
- 『青春の門 筑豊篇』TBS 2005年（TVM）、演出：平野俊一、主演：鈴木京香、豊川悦司、岸谷五朗、杉本哲太、伊藤歩、石田卓也、佐藤浩市、緒形拳